# Kalkalpen
Die Kalkalpen sind zwei etwa 600 Kilometer lange Gebirgszüge, welche die Gebirgszüge der Zentralalpen im Norden und Süden begleiten.

## Gestein

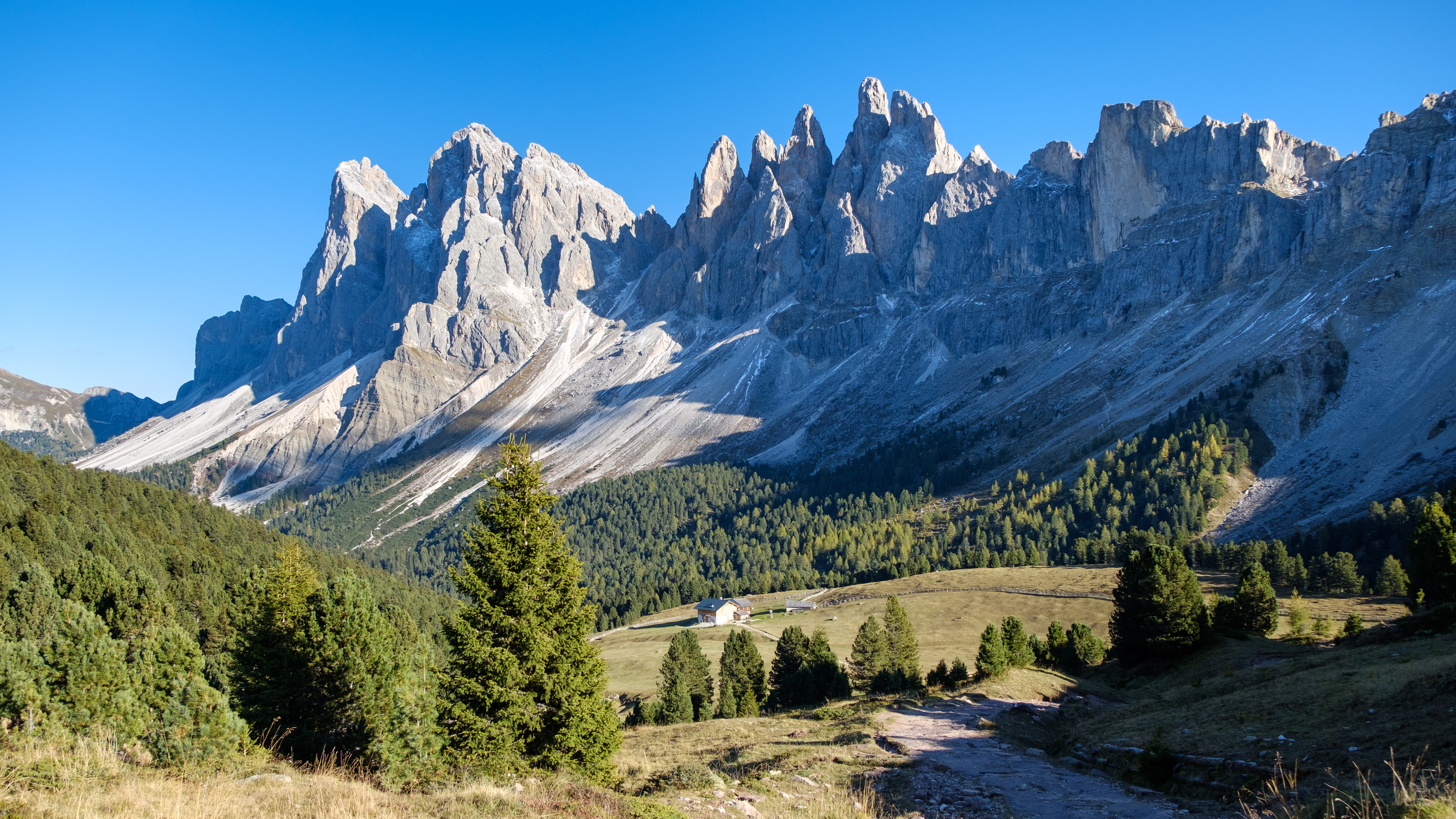
Südliche Kalkalpen: Geislerspitzen

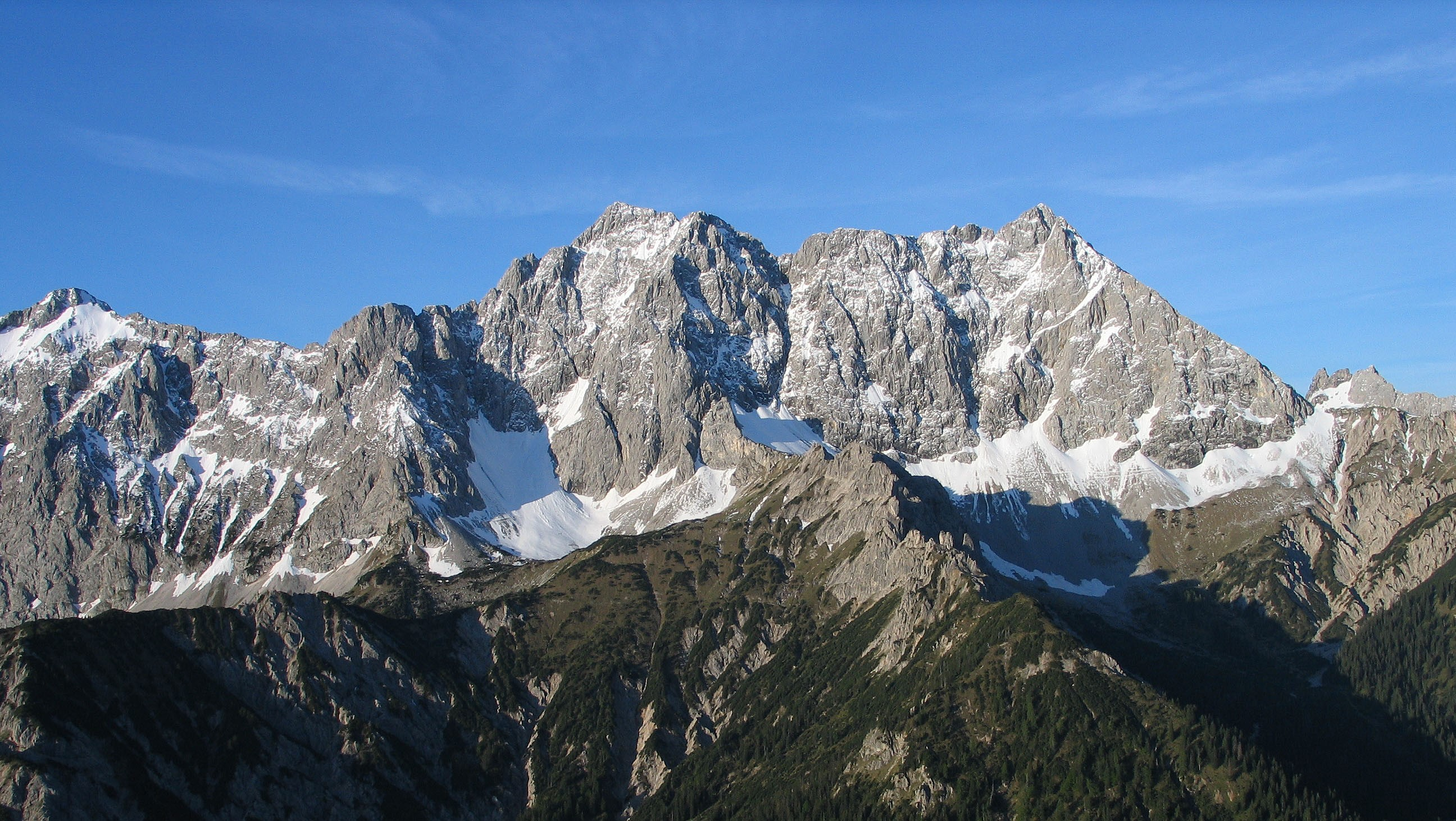
Nördliche Kalkalpen: Karwendel

Während die Zentralalpen meist aus Kristallingestein (Granit, Gneis, kristalline Schiefer) bestehen (Hohe Tauern), sind die Kalkalpen aus hellerem und poröserem Kalkstein aufgebaut. Neben Kalkstein kann es auch Dolomit, Mergel, Kalksandstein und Ähnliches sein. Die Gesteine stammen aus Perm bis Eozän und sind allochthon.

## Einteilung
Die Berg- und Landformen der Kalkalpen sind sehr vielfältig und reichen von schroffen Gipfeln und Wänden bis zu Hochplateaus und weitgedehnten Karstflächen. Von wirtschaftlicher Bedeutung sind sie u. a. wegen der Trinkwasser-Quellgebiete und vieler begehbarer Tropfstein- und Eishöhlen. Die hochalpinen Gebirgszüge der Kalkalpen werden auch unter dem Begriff Kalkhochalpen zusammengefasst (in den Ostalpen erreichen sie fast die 3000er-Marke und haben Gletscher), die vorgelagerten kollin-montanen als Kalkvoralpen.

### Kalkvoralpen
Als Kalkvoralpen werden jene Teile der Kalkalpen bezeichnet, die einen weniger gebirgigen Charakter aufweisen. Sie unterscheiden sich geomorphologisch und landschaftsökologisch, nicht aber geologisch, von den Kalkhochalpen. Sie bilden den Übergang vom Alpenvorland und sind Teil der Voralpen.

### Nördliche Kalkalpen

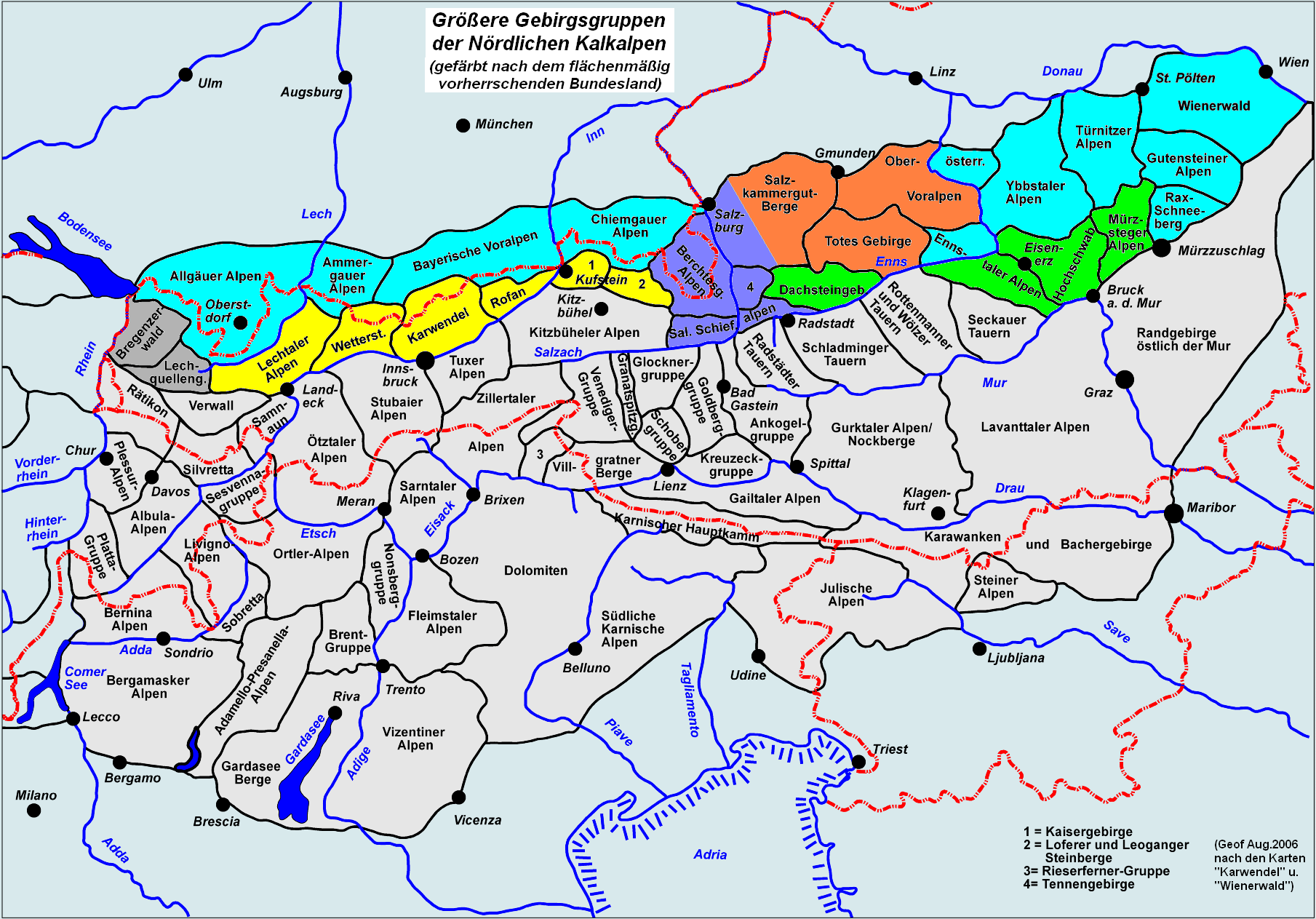
Nördliche Kalkalpen

Die Nördlichen Kalkalpen sind aus mesozoischen Gesteinen aufgebaut (besonders Trias) und werden in die Kalkvoralpen und die Kalkhochalpen unterteilt.
- Rätikon
- Wettersteingebirge
- Karwendel
- Wilder Kaiser
- Loferer und Leoganger Steinberge
- Berchtesgadener Alpen
- Tennengebirge
- Dachsteinmassiv
- Totes Gebirge
- Gesäuseberge und die Wiener Hausberge bis zum Kalk-Wienerwald

### Südliche Kalkalpen
Die Südlichen Kalkalpen sind dem Alpenhauptkamm der Ostalpen südlich vorgelagert. Sie bilden mehrere Bergketten, die zusammen rund 450 Kilometer lang sind. Sie erstrecken sich auf österreichischem, slowenischem und italienischem Gebiet. Geologisch werden sie weitestgehend den Südalpen und teilweise den Ostalpen zugerechnet
- Ortler-Alpen
- Adamello-Pressanella-Gruppe
- Dolomiten
- Brenta-Gruppe
- Gailtaler Alpen
- Karnische Alpen
- Julische Alpen
- Karawanken

### Westliche Kalkalpen
Die Westlichen Kalkalpen werden auch als Französische Kalkalpen bezeichnet. Es handelt sich dabei um eine Gebirgsgruppe der Westalpen, die sich von Schweizer Wallis über die Départements Savoie und Haute-Savoie bis ins Département Isère erstreckt.
- Savoyer Voralpen
- Dauphiné-Voralpen
- Provenzalische Voralpen

### Weitere Bezeichnungen
- Nordtiroler Kalkalpen oder Vorarlberger Kalkalpen[4]

- Kalkzone der Schweizer Voralpen
- Helvetische Kalkalpen[5]
- Italienische Kalkalpen[6]